# よしたに
よしたに（1978年3月27日 - ）は、日本の漫画家、イラストレーター。長野県須坂市出身。明治大学理工学部卒。代表作は『ぼく、オタリーマン。』。

## 来歴・人物
少年時代から漫画やアニメを好んでおり、独学でイラストなどを描いていた。またライトノベル作家を志していた時期もある。
小中学校時代は理系（数学・理科など）が得意科目であった。中学では部活動でマイコンのプログラムに触れ、その後パソコンに興味が移行していった。
高校卒業後、明治大学理工学部で情報科学を専攻。在学中は映画サークルに属し、部室の雑記帳に漫画を描くなどしていた。
2001年、大学を卒業し、IT企業にシステムエンジニアとして就職。就職直後に個人サイト「ダンシング☆カンパニヰ」を開設する。開設当時は文章による日記を主に公開していたが、1ヶ月に1回ほどのペースで執筆した漫画を公開すると、漫画への反響が大きかったため、徐々に漫画を主体とするようになった。こうして日記にイラストを添える絵日記系サイトとなり、ゆみぞう「絵日記でも描いてみようか」と並ぶ人気を博した。テキストサイト管理人との交流が多く、2000年代初頭のテキストサイトブームの中心を担った大手サイトの1つであった。主に理系あるあるネタ、非モテ独身男性あるあるネタをテーマに執筆。自らの経験を基にしたネタも多い。
2007年、プライベートで知り合った中経出版の女性編集者・源（みなもと）の勧めで、これまで公開してきた漫画と描き下ろしを合わせた『ぼく、オタリーマン。』の第1巻を中経出版から発売。以降、IT企業の正社員を続けながら勤務終了後や休日の時間を使って執筆活動を行っていたが、Wワークの多忙さから心身共に疲労が溜まり、SEの仕事にも漫画の仕事にも皺寄せが出るようになった。2012年に約12年勤めた会社を退職、以後、漫画家を専業として活動している。漫画作成にはペンタブレットを使用している。
『となりの801ちゃん』の作者の小島アジコとは知り合いであり、小島の作品中によしたにが登場するシーンがある。

## 作品リスト

### 連載中
- 炊くんの生きのびごはん（2024年4月19日 - 連載中、COMIC OGYAAA!!、既刊2巻） ※Web連載

### 漫画単行本
- ぼく、オタリーマン。（2007年 - 2013年、中経出版、全6巻）
- 理系の人々（2008年 - 2017年、中経出版、全6巻） - リクナビNEXT内「Tech総研」にて連載。2014年、「ひかりTV」オリジナル4K連続ドラマにて実写化。同年10月27日よりとして放送開始。主演は伊藤淳史、真野恵里菜[5]
  - 新理系の人々（2018年 - 2020年、KADOKAWA、全3巻）
- ぼくの体はツーアウト（2011年 - 2015年、集英社、全8巻） - 『ビジネスジャンプ』 → 『グランドジャンプ』にて連載
- よしたに&源のやってみよう! ビジネス英語（2011年、成美堂出版、既刊1巻） - NECポータルサイト「Wisdom」連載
- へぇな会社 －変わっているけど成果を生み出す「働き方」「儲け方」のルール39－（2014年、朝日新聞出版、朝日新聞「へぇな会社」取材班と共著） - 「よしたにのへぇ」として2013年4月より朝日新聞夕刊で連載（毎週月曜日に掲載）[6]。同紙面の「へぇな会社」で採り上げられた企業のユニークな活動をマンガ化
- ガンダム系の人々（2015年 - 2019年、角川書店、全2巻） - 『ガンダムエース』にて隔月連載
- いつかモテるかな（2016年 - 2018年、集英社、全4巻） - 『グランドジャンプ』 → 『グランドジャンプPREMIUM』にて連載
- 「健康診断異常あり!?」からの大逆転健康法（2016年、KADOKAWA）
- 大宇宙ひとりぼっち 40代独身天国（2021年、KADOKAWA）
- ゆるゆる楽しい 40代ぼっち暮らし（2022年、KADOKAWA）
- 大人ぼっちマニュアル 40代からの人生攻略を専門家に教えてもらいました（2024年、幻冬舎）

### OVA
- ぼく、オタリーマン。（2010年1月29日）

### ドラマCD
- ぼく、オタリーマン。（2010年2月27日、キャラアニ）

### その他
- 財務省「大臣になった男」（2007年） - 財政に関する映像資料。イラスト担当
- 全国フードテーマパークガイドブック（ブッキング） - イラスト
- Yahoo!JAPAN CSR「CHALLENGE「課題解決エンジンレポート」[7]

など

## メディア出演
- めざましテレビ（2007年4月3日、フジテレビ）
- 世界バリバリ★バリュー（2007年8月8日、TBS）